# Belatungan
Belatungan is een bestuurslaag in het regentschap Tabanan van de provincie Bali, Indonesië. Belatungan telt 2274 inwoners (volkstelling 2010).